# Kamil Zvelebil
Kamil Václav Zvelebil (17. listopadu 1927 Praha – 17. ledna 2009 Cabrespine, Francie) byl český indolog, tamilista a drávidista.

## Život
Jeho otcem byl malíř, grafik a ilustrátor Kamil Zvelebil (1888–1952).
Kamil vystudoval na Filozofické fakultě Univerzity Karlovy obory indologie (sanskrt) a anglistika, a v roce 1952 získal titul PhDr. Indologii studoval u významných odborníků Prof. Oldřicha Friše a Prof. Vincence Lesného.
Poté působil až do roku 1970 jako vědecký pracovník na Orientálním ústavě ČSAV. Brzy poté opustil „normalizační“ ČSSR a usadil se v jižní Francii na azurovém pobřeží regionu Provence. V roce 1970 krátce hostoval na Collège de France, poté 1970–1971 působil jako vědecký pracovník univerzity v Leidenu, dále od roku 1971 působil 20 let na univerzitě v Utrechtu, do roku 1976 jako vědecký pracovník, poté až do roku 1991 jako řádný profesor drávidologie (obor indologie zabývající se jihoindickými drávidskými etniky) poté byl 1. 9. 1991 jmenován emeritním profesorem.
V posledních 20 letech aktivně věnoval zenovému buddhismu podle japonské školy Sótó a Zen i aktivně vyučoval z pověření svého mistra.
Ještě za svého pobytu v ČSSR v létech 1960–1965 zajišťoval externí výuku tamilštiny na FF UK. V roce se 1965 habilitoval na docenta drávidské filologie. Poté v letech 1965–1966 a 1968–1970 působil jako profesor) na univerzitě v Chicagu, a v létech 1967–1973 vyučoval jako hostující profesor v Südasien-Institutu univerzity v Heidelberku.
Po revoluci byl politicky rehabilitován a od r. 1997 působil jako hostující profesor na FF UK v Praze. (indologické přednášky o drávidistice a religionistické přednášky o zenu).
Vedle lingvistických výzkumů a překladů z drávidských jazyků: tamilštiny, malajálamštiny, a kannadštiny se věnoval i rozsáhlým etnografickým terénním výzkumům, především v oblasti „Modrých hor“ – Nílgiri, kde objevil a popsal místní jazyk irulštinu. Je rovněž autorem průkopnických prací v oblasti historie drávidských jazyků. Studoval rovněž příbuznost drávidských jazyků s jazyky altajskými, což později přimělo jeho kolegu, tamilistu Prof. Jaroslava Vacka ke studiu mongolštiny a zavedení její výuky na bývalém Indologickém ústavu, který byl poté přejmenován na Ústav jižní a centrální Asie.

## Dílo
- Detailovaný slovník ku Kálidásově Rtusamnáru s úvodem – Praha: Univerzita Karlova, 1951
- V Indii – Nikolaj Čerkasov; z ruštiny přeložila Věra Picková; ilustroval Jan Černý-Klatovský; přepis jmen a indické názvosloví zrevidoval a odborné poznámky opatřil Kamil Zvelebil. Praha: Orbis, 1954
- Z dějin literatury Asie a Afriky – napsali Ivo Fišer, Kamil Zvelebil; pod red. Oldřicha Krále. 1954
- Země posvátných řek – Ivo Fišer, Kamil Zvelebil. Praha: Mladá fronta, 1959
- Indie zblízka – Erich Herold, Dušan Zbavitel, Kamil Zvelebil; fotografie O. Šlampa a A. Žižka. Praha: Orbis, 1960
- Pohlednice z Indie  – ilustroval a obálku navrhl Jiří Veškrna. Praha: SNDK, 1961
- Z dějin literatur Asie a Afriky. IV., (Indické literatury) – napsali Ivo Fišer, Jan Marek, Odolén Smékal, Dušan Zbavitel, Kamil Zvelebil pod redakcí Oldřicha Krále. Praha: SPN, 1962
- Kóran, Fátima a Reghu, tvoji kamarádi z Indie – ilustroval Jan Brychta. SNDK, 1963
- Z dějin literatur Asie a Afriky. [Sv.] 5: (Literatura jihovýchodní Asie a Indie – Ivo Fišer, Eva Horáková, Maung Minn Latt, Miroslav Oplt, Eva Vaníčková, Dušan Zbavitel, Kamil Zvelebil pod red. Oldřicha Krále. Praha: SPN, 1964
- Modré hory – Praha: Argo, 2002
- Hippalos – Praha: Triton, 2003
- Podivuhodné příběhy a písně z Modrých hor – Praha: Triton, 2003

### Překlady
- Černý květ – ze staré tamilštiny; původními zinkografiemi vyzdobil Miloslav Troup. Praha: Jaroslav Picka, 1955
- Mlčení pod Madurou – Sidambara Ragunádan; z tamilského orig. přeložil, pozn. a doslovem opatřil; iIustroval František Turek. Praha: Práce, 1957
- Květy jasmínu: stará tamilská poesie – ilustrační výzdoba Miloslava Troupa; z tamilských originálů vybral a přeložil, předmluvou a vysvětlivkami opatřil. Praha: SNKLHU, 1957
- Červená ryba – T. Šivašankara Pillai; z malajálamského originálu ... přeložil, doslov a poznámky napsal. Praha: SNKLHU, 1960
- Dvě mírky rýže – Takaři Šivašankara Pillai; z malajalámštiny přeložil. Praha: Státní nakladatelství politické literatury (SNPL), 1961
- Píseň o klenotu: Silappadigáram – ze starotamilského originálu Silappadigáram přeložil a poznámkami opatřil. Praha: SNKLHU, 1965
- Uvolnit sevření mysli: cesta k zenu – Kóšó Učijama; z anglické verze Šóhaku Okumury a Toma Wrighta přeložil. Praha. Dharma Gaia, 2000
- Pohár slasti: starotamilská poezie – ze staré tamilštiny. Praha: Triton, 2004